# 3 février 1909
Le 3 février 1909 est le 34e jour de l'année 1909 du calendrier grégorien. Il s'agit d'un mercredi.

## Événements
- Fondation de la Société des amis du vieux Reims par Hugues Krafft
- Reprise des vols d'Orville et Wilbur Wright au Pont-Long. Les frères jettent les bases de leur école de pilotage[1]
- Charles Mack est élu trésorier de la Confédération générale du travail.

## Art et culture
- Création de Il principe di Zilah du compositeur italien Franco Alfano au théâtre Carlo Fenice de Gênes.

## Naissances
- Simone Weil, philosophe française
- André Cayatte, réalisateur et scénariste français
- Dorothy Spencer, monteuse américaine
- Artie Bernstein, contrebassiste de jazz

## Décès
- Serafino Cretoni, cardinal italien